# Aleksandr Peretjagin
Aleksandr Vladimirovič Peretjagin (in russo Александр Владимирович Перетягин?; traslitterazione anglosassone Aleksandr Vladimirovich Peretyagin; Čusovoj, 2 febbraio 1993) è uno slittinista russo.

## Biografia
Ha iniziato a gareggiare per la nazionale russa nelle varie categorie giovanili nella specialità del singolo, ottenendo, quali migliori risultati, il secondo posto nella classifica finale della Coppa del Mondo juniores nel 2010/11 e la medaglia di bronzo agli europei juniores di Igls 2011.
A livello assoluto ha esordito in Coppa del Mondo nella stagione 2011/12 ed ha conquistato il primo podio il 1º marzo 2015 nel singolo a Soči (2°). In classifica generale come miglior risultato si è piazzato all'ottavo posto nella specialità del singolo nel 2014/15.
Ha preso parte ad una edizione dei Giochi olimpici invernali, a Soči 2014, occasione in cui ha raggiunto la settima posizione nella prova individuale.
Ha preso parte altresì a due edizioni dei campionati mondiali ottenendo il risultato più prestigioso nella specialità individuale a Sigulda 2015 dove ha concluso la gara del singolo al quarto posto; nella stessa edizione iridata del 2015 ha conseguito inoltre la medaglia d'oro del singolo nella speciale classifica riservata agli under 23. Nelle rassegne continentali ha conquistato la medaglia d'argento a Soči 2015 nella gara monoposto.

## Palmarès

### Europei
- 1 medaglia:
  - 1 argento (singolo a Soči 2015).

### Mondiali under 23
- 1 medaglia:
  - 1 oro (singolo a Sigulda 2015).

### Europei juniores
- 1 medaglia:
  - 1 bronzo (singolo ad Igls 2011).

### Coppa del Mondo
- Miglior piazzamento in classifica generale nel singolo: 8° nel 2014/15.
- 1 podio (nel singolo):
  - 1 secondo posto.

### Coppa del Mondo juniores
- Miglior piazzamento in classifica generale nel singolo: 2° nel 2010/11.